# فرناندا موتا
فرناندا موتا (زادهٔ ۲۹ می ۱۹۸۱) مدل، بازیگر و مجری تلویزیونی برزیلی است. او مجری برنامه رقابتی «مدل برتر بعدی برزیل» در برزیل است که نسخه‌ای از برنامه آمریکایی «مدل برتر بعدی آمریکا»، خلق‌شده توسط تایرا بنکس، محسوب می‌شود.

## زندگی‌نامه
موتا در شهر کامپوس دوس گویتاکس، در ایالت ریو دو ژانیرو، برزیل متولد و بزرگ شد. او کوچک‌ترین فرزند یک خانواده بزرگ و گسترده است و در سن ۱۶ سالگی توسط یک استعدادیاب در ساحل گوآراپاری، واقع در شمال ریودوژانیرو، کشف شد.

## حرفه مدلینگ
موتا روی جلد مجلات متعددی در سراسر جهان از جمله وگ، اِل، کازموپالیتن و گلامور ظاهر شده است. او در تبلیغات برندهایی مانند رولکس، پالمولیو، کوری، پانتین و موئت اند شاندون حضور داشته و برای برندهایی چون سیا ماریتیما، گوچی و شنل روی صحنه کت‌واک کرده است. او در چهار شماره از نسخه ویژه لباس شنا مجله اسپورتس ایلوستریتد حضور داشته که آخرین آن در سال ۲۰۰۷ بود. موتا در سال ۲۰۰۵، در فهرست «۲۵ مدل جذاب برتر» وب‌سایت «Models.com» رتبه ۱۹ را کسب کرد. او هم‌اکنون با آژانس شیک منیجمنت در سیدنی، استرالیا و آژانس الیت مدل در نیویورک قرارداد دارد و در حال حاضر ساکن نیویورک است.

## مدل برتر بعدی برزیل
در سال ۲۰۰۷، موتا به‌عنوان مجری برنامه «مدل برتر بعدی برزیل» انتخاب شد. برای پذیرش این نقش، موتا که در نیویورک زندگی می‌کند، برنامه‌های خود را تا حد زیادی لغو کرد تا بتواند به مدت دو ماه متوالی در برزیل بماند.
موتا همچنین در قسمت «مسابقه شگفت‌انگیز مدل‌ها» از فصل دوازدهم برنامه «مدل برتر بعدی آمریکا» به‌عنوان داور مهمان حضور داشت، زمانی که شش شرکت‌کننده نهایی به سائوپائولو، برزیل سفر کردند. او همچنین در همان فصل در قسمت پایانی با عنوان «نفر بعدی مدل برتر آمریکا کیست...»، در نمایش مد لباس شنا برند «رُزا چا» ظاهر شد.

## فیلم‌شناسی

### تلویزیون
| سال  | عنوان         | نقش     | یادداشت‌ها                                     |
| ---- | ------------- | ------- | --------------------------------------------- |
| ۲۰۰۱ | سولو پور هوی  |         | فقط برای امروز (عنوان انگلیسی)                |
| ۲۰۰۵ | بله، عزیز     | زن جذاب | سریال‌های تلویزیونی - جیمی حامی یک تعطیلات است |
| ۲۰۱۵ | توتالمنت دماس | دانیل   | سریال‌های آبکی - کامئو                         |

| سال       | عنوان                             | نقش         | یادداشت‌ها                                                                             |
| --------- | --------------------------------- | ----------- | ------------------------------------------------------------------------------------- |
| ۲۰۰۶      | اسپورتس ایلاستریتد: لباس شنا ۲۰۰۶ | مدل         | تلویزیون                                                                              |
| ۲۰۰۷      | اسپورتس ایلاستریتد: لباس شنا ۲۰۰۷ | مدل         | تلویزیون                                                                              |
| ۲۰۰۷–۲۰۰۹ | مدل برتر بعدی برزیل               | میزبان      | سریال‌های تلویزیونی واقع‌نما (تمام قسمت‌ها)                                              |
| ۲۰۰۸      | هبه                               | ستاره مهمان | برنامه گفتگو محور (در برزیل )                                                         |
| ۲۰۰۹      | مدل برتر بعدی آمریکا              | داور مهمان  | سریال تلویزیونی واقع‌نما (۲ قسمت) - مسابقه مدلینگ شگفت‌انگیز - مدل برتر بعدی آمریکا ... |